# Ajancingenia
Ajancingenia („poutník z provincie Bajanchongor“) byl rodem teropodního oviraptorosaurního dinosaura, žijícího na území východní Asie (Mongolska) v období pozdní svrchní křídy (asi před 70 miliony let). Tento teropod dosahoval délky kolem 1,5 až 1,8 metru a hmotnosti přibližně 17 kilogramů.

## Historie objevu
Fosilie teropoda byly objeveny v tzv. rudých vrstvách Hermin Tsav v rámci souvrství Nemegt (či Barun Goyot) v Jihogobijském ajmagu. Dinosaurus dostal původně název Ingenia, v roce 2013 bylo ale toto rodové jméno změněno na Ajancingenia, protože se zjistilo, že bylo již dříve použito pro jistého ploštěnce (bezobratlého živočicha). V roce 1981 mongolský paleontolog Rinčen Barsbold stanovil vědecké jméno I. yanshini na počest svého mentora, sovětského paleontologa Alexandra Leonidoviče Janšina (1911 – 1999).

## Příbuzenství
Přesné vývojové vazby ajancingenie nejsou zcela jisté. Podle fylogenetické analýzy z roku 2012 patří mezi nejbližší vývojové příbuzné tohoto dinosaura nejspíš rody Conchoraptor, Khaan, Machairasaurus, Rinchenia a Heyuannia.